# Saint-Broingt-le-Bois
Saint-Broingt-le-Bois és un municipi francès situat al departament de l'Alt Marne i a la regió del Gran Est. L'any 2007 tenia 85 habitants.

## Demografia

### Població
El 2007 la població de fet de Saint-Broingt-le-Bois era de 85 persones. Hi havia 32 famílies de les quals 8 eren unipersonals (8 dones vivint soles i 8 dones vivint soles), 12 parelles sense fills, 8 parelles amb fills i 4 famílies monoparentals amb fills.
La població ha evolucionat segons el següent gràfic:
Habitants censats

### Habitatges
El 2007 hi havia 51 habitatges, 33 eren l'habitatge principal de la família, 11 eren segones residències i 7 estaven desocupats. Tots els 50 habitatges eren cases. Dels 33 habitatges principals, 23 estaven ocupats pels seus propietaris, 7 estaven llogats i ocupats pels llogaters i 3 estaven cedits a títol gratuït; 1 tenia dues cambres, 3 en tenien tres, 8 en tenien quatre i 21 en tenien cinc o més. 32 habitatges disposaven pel capbaix d'una plaça de pàrquing. A 18 habitatges hi havia un automòbil i a 14 n'hi havia dos o més.

### Piràmide de població
La piràmide de població per edats i sexe el 2009 era:
| Homes | Edats   | Dones |
| ----- | ------- | ----- |
| 0     | 95 o +  | 4     |
| 0     | 90 a 94 | 0     |
| 4     | 85 a 89 | 0     |
| 0     | 80 a 84 | 0     |
| 0     | 75 a 79 | 0     |
| 0     | 70 a 74 | 0     |
| 0     | 65 a 69 | 0     |
| 0     | 60 a 64 | 4     |
| 4     | 55 a 59 | 4     |
| 4     | 50 a 54 | 0     |
| 4     | 45 a 49 | 4     |
| 0     | 40 a 44 | 0     |
| 8     | 35 a 39 | 4     |
| 0     | 30 a 34 | 0     |
| 0     | 25 a 29 | 0     |
| 4     | 20 a 24 | 0     |
| 0     | 15 a 19 | 4     |
| 0     | 10 a 14 | 0     |
| 4     | 5 a 9   | 0     |
| 4     | 0 a 4   | 0     |

## Economia
El 2007 la població en edat de treballar era de 56 persones, 38 eren actives i 18 eren inactives. De les 38 persones actives 33 estaven ocupades (18 homes i 15 dones) i 5 estaven aturades (1 home i 4 dones). De les 18 persones inactives 7 estaven jubilades, 6 estaven estudiant i 5 estaven classificades com a «altres inactius».

## Poblacions més properes
El següent diagrama mostra les poblacions més properes.